# 967 TCN
967 TCN là một năm trong lịch La Mã.